# Zoltán Melis
Zoltán Melis (ur. 11 września 1947 w Pesterzsébet w Budapeszcie) – węgierski wioślarz, srebrny medalista olimpijski.

## Kariera
Wystąpił na igrzyskach olimpijskich w Meksyku w 1968, gdzie osada Węgier w składzie: Zoltán Melis, György Sarlós, József Csermely i Antal Melis (jego starszy brat) zdobyła złoty medal w czwórkach bez sternika. W finale o 2,46 sekundy przegrali z osadą NRD, a o 2,37 sekundy wyprzedzili osadę Włoch. Na rozgrywanych cztery lata później igrzyskach olimpijskich w Monachium startował w ósemkach. Węgrzy awansowali tam do finału B, który wygrali, zajmując ostatecznie siódme miejsce. 
W ósemkach zdobył także srebro na mistrzostwach Europy w Klagenfurcie (1969).
Zdobył 33 tytuły mistrza kraju. Pracował jako trener, w tym również z zawodnikami kadry narodowej.